# Rivière Blanche (rivière Bulstrode)
Pour les articles homonymes, voir Rivière Blanche.
La rivière Blanche est un affluent de la rivière Bulstrode dont le courant se déverse successivement dans la rivière Nicolet et le fleuve Saint-Laurent. La rivière Blanche coule dans la ville de Victoriaville et dans la municipalité de Saint-Valère, dans la municipalité régionale de comté (MRC) de Arthabaska, dans la région administrative du Centre-du-Québec, dans la province de Québec, au Canada.

## Géographie
Les versants géographiques voisins de ce ruisseau sont :
- côté nord : rivière Bulstrode ;
- côté est : rivière Bulstrode, ruisseau Blanchette ;
- côté sud : rivière Nicolet ;
- côté ouest : ruisseau Bergeron, ruisseau Martin.

La rivière Blanche prend sa source de divers ruisseaux agricoles, dans une zone agricole du rang Courtois, située au nord du hameau "Place-Béréli", au nord-est de Saint-Albert, au sud-ouest de la ville de Victoriaville et au nord de la rivière Nicolet.
À partir de sa zone de tête, ce ruisseau coule sur environ 9 km selon les segments suivants :
- 3,5 km vers le sud-ouest, jusqu'à la deuxième traversée de la route 122 ;
- 5,7 km vers le nord-ouest, jusqu'à son embouchure.

La rivière Blanche se déverse sur la rive sud de la rivière Bulstrode, en face du village de Saint-Valère et en aval de Victoriaville.

## Toponymie
Le toponyme "rivière Blanche" a été officialisé le 4 juillet 1980 à la Commission de toponymie du Québec.